# Paula Dunn
Paula Dunn, MBE (zeitweilig Paula Thomas; * 3. Dezember 1964 in Bradford) ist eine ehemalige britische Sprinterin.

## Leben
1986 gewann sie bei den Commonwealth Games in Edinburgh Silber über 100 Meter und Gold mit der englischen Mannschaft in der 4-mal-100-Meter-Staffel. Bei den Europameisterschaften in Stuttgart kam sie über 100 Meter auf den siebten und mit der britischen 4-mal-100-Meter-Stafette auf den fünften Platz. 1987 wurde sie bei den Halleneuropameisterschaften in Liévin Sechste über 60 Meter und schied bei den Weltmeisterschaften in Rom im Halbfinale aus.
Bei den Olympischen Spielen 1988 in Seoul erreichte sie über 100 Meter das Viertelfinale und über 200 Meter sowie in der 4-mal-100-Meter-Staffel das Halbfinale. Im Jahr darauf wurde sie bei den Halleneuropameisterschaften 1989 in Den Haag Vierte über 60 Meter.
1990 wurde sie bei den Commonwealth Games in Auckland Achte über 100 Meter und Fünfte über 200 Meter. Mit der englischen 4-mal-100-Meter-Stafette holte sie Silber. Bei den Europameisterschaften in Split schied sie über 100 Meter im Halbfinale aus und gewann mit der britischen Stafette Bronze. Bei den Weltmeisterschaften 1991 in Tokio schied sie über 100 Meter im Viertelfinale aus.
1993 kam sie bei den Weltmeisterschaften in Stuttgart in der Staffel auf den achten Platz. 1994 errang sie bei den Commonwealth Games in Victoria Bronze über 100 Meter und in der 4-mal-100-Meter-Staffel und wurde Vierte über 200 Meter. Bei den Europameisterschaften in Helsinki kam sie über 100 und 200 Meter nicht über das Halbfinale hinaus; mit der britischen Stafette belegte sie den fünften Platz.
Bei den Weltmeisterschaften in Göteborg erreichte sie über 100 Meter das Viertelfinale und über 200 Meter das Halbfinale. Auf die Teilnahme an den Olympischen Spielen 1996 in Atlanta musste sie kurzfristig verzichten, nachdem sie sich einer Ovariektomie und Appendektomie unterziehen musste.
Im November 2012 wurde sie vom britischen Leichtathletikverband UK Athletics (UKA) zur Cheftrainerin des paralympischen Teams ernannt.

## Bestzeiten
- 60 m (Halle): 7,23 s, 22. Februar 1987, Liévin
- 100 m: 11,15 s, 23. August 1994, Victoria
- 200 m: 22,69 s, 26. August 1994, Victoria
  - Halle: 23,31 s, 25. Februar 1995, Birmingham